# Висока Грива
Висо́ка Гри́ва (рос. Высокая Грива) — село у складі Панкрушихинського району Алтайського краю, Росія. Входить до складу Подойниковської сільської ради.

## Населення
Населення — 571 особа (2010; 733 у 2002).
Національний склад (станом на 2002 рік):
- росіяни — 93 %